# Пшеничников Микола Андрійович
Микола Андрійович Пшеничников (1924—1986) — радянський військовик. Учасник Німецько-радянської війни, старший лейтенант, Герой Радянського Союзу (1945).

## Життєпис
Народився 20 липня 1924 року в селі Урей Краснослободського повіту Пензенської губернії (тепер — Урей 3-й у Темниковському районі Республіки Мордовія, Росія) у сім'ї селян Андрія Михайловича й Анни Федорівни Пшеничникових. Освіта 7 класів. Після закінчення школи Микола Андрійович поїхав до Тбілісі. Закінчив школу фабрично-заводського навчання. Трудову діяльність почав слюсарем на Тбіліському станко-інструментальному заводі.
М. А. Пшеничникова призвали до армії у серпні 1942 року. Пройшов курс молодого бійця, до діючої армії потрапив 14 жовтня 1942 року як стрілець 144-го окремого стрілецького батальйону Туапсинської військово-морської бази 83-ї окремої стрілецької бригади морської піхоти, яка згодом була включена до складу 56-ї армії Чорноморської групи військ Закавказького фронту.
Учасник Битви за Кавказ. Бойове хрещення прийняв під час Туапсинської операції у бою за село Фанагорійське (нині входить до муніципального утворення міста Гарячий Ключ) Краснодарського краю. З 4 лютого 1943 року Микола Пшеничников брав участь у десанті в Мисхако. У складі роти охорони штабу десанту воював на Малій землі в районі села Федотівка (сільський округ Мисхако), був нагороджений медаллю «За відвагу». Восени 1943 року він брав участь у Новоросійсько-Таманській операції, у складі свого підрозділу звільняв місто Новоросійськ, штурмував добре укріплену лінію німецької оборони Готенкопф, очищував від ворожих військ Таманський півострів. Був двічі поранений.
У листопаді 1943 року М. А. Пшеничников став командиром відділення 4-ї стрілецької роти 989-го стрілецького полку 226-ї стрілецької дивізії 1-го Українського фронту. Під час Київської оборонної операції 19-22 грудня 1943 року його відділення брало участь у відбитті контрудару 48-го танкового корпусу вермахту в районі Коростеня.
Пізніше, під час Житомирсько-Бердичівської операції М. А. Пшеничников відзначився у бою за Любар Житомирської області. 13 січня 1944 року він першим увірвався до населеного пункту та знищив трьох німецьких солдатів-факельників, які намагалися підпалити будинки, за що був нагороджений медаллю «За бойові заслуги».
Микола Андрійович брав участь у Рівненсько-Луцькій і Проскурівсько-Чернівецькій операціях, звільняв Шепетівку, Ізяслав і Надвірну. Під час Львівсько-Сандомирської операції брав участь у боях під Станіславом, у яких добре себе зарекомендував. Згодом його направили на короткотривалі армійські курси молодших лейтенантів, після закінчення яких у жовтні 1944 року Микола Андрійович був призначений командиром стрілецького взводу 683-го стрілецького полку 151-ї стрілецької дивізії 18-Ї армії. Брав участь у Карпатсько-Ужгородській операції, у битвах за міста Мукачево і Чоп.
У листопаді 1944 року 151-ша стрілецька дивізія була передана 7-ій гвардійській армії 2-го Українського фронту. Особливо відзначився Микола Андрійович у Будапештській операції. 7 грудня 1944 року взвод молодшого лейтенанта Пшеничникова у бою за Іклад під інтенсивним кулеметним і артилерійським вогнем ворога стрімким кидком першим увірвався до села, знищивши дві вогневі точки і 13 ворожих солдатів. Під час атаки молодший лейтенант Пшеничников був попереду й особистим прикладом надихав своїх бійців на виконання бойового завдання. За ці дії молодший лейтенант Пшеничников отримав другу медаль «За відвагу».
Неподалік від угорської столиці, біля села Сада 11 грудня 1944 року взвод Пшеничникова, прикриваючи правий фланг свого батальйону, відбив п'ять атак німецько-угорських військ, знищив 2 вогневі точки, 3 легких кулемети та до 15 ворожих солдатів. У критичний момент бою Микола Андрійович підняв своїх бійців у рукопашний бій і відкинув противника на початкові позиції, що убезпечило фланг батальйону та дозволило йому глибоко вклинитися у ворожу оборону. За це молодший лейтенант отримав орден Червоної Зірки
27 грудня взвод М. А. Пшеничникова отримав завдання під прикриттям артилерійського вогню прорвати оборону противника і захопити позицію на околиці населеного пункту Ракошсантмихаль (тепер XVI район Будапешта). Микола Андрійович зі своїм взводом увірвався до столичного передмістя і спочатку витіснив роту угорських солдатів. Однак, противники оточили невеликий загін (не більше 10 солдатів) Пшеничникова, і при підтримці 3 бронетранспортерів намагалися його знищити, проте Микола Андрійович з бійцями стійко утримували зайняті позиції. У запеклому бою рота противника зазнала важких утрат — 47 солдат убитими і два підбитих бронетранспортери. Коли становище взводу стало загрозливим, Микола Андрійович залишив п'ятьох бійців тримати оборону, а сам з п'ятьма іншими солдатами прорвав оточення, і з'єднавшись із основними силами батальйону, швидко повернувся з підкріпленням. Противник був остаточно розгромлений, а бойове завдання успішно виконане. Указом Президії Верховної Ради СРСР від 28 квітня 1945 року молодшому лейтенанту Пшеничникову було присвоєне звання Героя Радянського Союзу.
Взимку 1945 року М. А. Пшеничников брав участь у вуличних боях у Будапешті. Після ліквідації оточеного в місті німецького гарнізону, 151-та стрілецька дивізія була передана до складу 26-ї армії 3-го Українського фронту, яка відбивала основний удар 6-ї танкової армії СС під час Балатонської операції. Наприкінці війни Микола Андрійович брав участь у Віденській операції, у складі свого підрозділу звільняв міста Еньїнг і Вашвар. Бойовий шлях він завершив біля містечка Лафніц в Австрії (за іншими даними — у Празі).
1946 року Микола Андрійович був звільнений у запас. Він повернувся до Мордовії, проте 1950 року його знову призвали на військову службу. 1954 року він закінчив Саратовське піхотне училище. До 1956 року служив у стройових частинах. У запас М. А. Пшеничников звільнився зі званням старшого лейтенанта. Жив у місті Ковилкіно Мордовської АРСР, працював бригадиром токарів на Ковилкінському електромеханічному заводі.
1 квітня 1986 року Микола Андрійович помер, похований у Ковилкіно.

## Нагороди
- Медаль «Золота Зірка» (28.04.1945);
- орден Леніна (28.04.1945);
- орден Вітчизняної війни I ступеня (11.03.1985);
- орден Червоної Зірки (21.12.1944);
- медалі, зокрема:
  - дві медалі «За відвагу» (24.08.1943; 15.12.1944);
  - медаль «За бойові заслуги» (25.06.1944);
  - медаль «За оборону Кавказу».

## Пам'ять
- Іменем Героя Радянського Союзу М. А. Пшеничникова названа вулиця у місті Ковилкіно, на будинку, де він проживав, установлена меморіальна дошка.